# Ilhas da Rainha Isabel

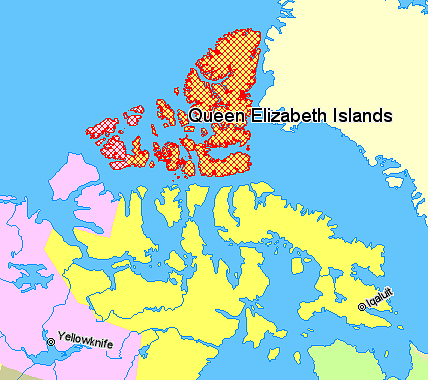
Ilhas da Rainha Isabel

As Ilhas da Rainha Isabel (em inglês:  Queen Elisabeth Islands, em francês:  Îles de la Reine-Élisabeth, anteriormente conhecidas como Ilhas Parry ou Arquipélago de Parry) são o grupo de ilhas mais semidirecionais do Arquipélago Ártico Canadiano. O arquipélago pertence, na sua maior parte, ao território de Nunavut com algumas ilhas pertencendo aos Territórios do Noroeste. O número de ilhas maiores é de 34 e há 2092 ilhas menores.
A maior de todas é a Ilha Ellesmere. As ilhas foram descobertas pelos europeus em 1616, mas não foram completamente exploradas e cartografadas até às expedições britânicas e norueguesas do século XIX. A maioria delas foram exploradas por William Parry.

## Lista de ilhas
| Mundo | Ordem no Canadá | no arquipélago | Nome da ilha           | Área (km²) | Perímetro (km) | Província ou território         | População (permanente, 2001) |
| ----- | --------------- | -------------- | ---------------------- | ---------- | -------------- | ------------------------------- | ---------------------------- |
| 10    | 3               | 1              | Ilha Ellesmere         | 196 236    | 10 748         | Nunavut                         | 168                          |
| 27    | 6               | 2              | Ilha de Devon          | 55 247     | 3 589          | Nunavut                         | 0                            |
| 32    | 7               | 3              | Ilha de Axel Heiberg   | 43 178     | 3 061          | Nunavut                         | 0                            |
| 33    | 8               | 4              | Ilha Melville          | 42 149     | 3 107          | Territórios do Noroeste Nunavut | 0                            |
| 54    | 13              | 5              | Ilha Bathurst          | 16 042     | 2 069          | Nunavut                         | 0                            |
| 55    | 14              | 6              | Ilha Prince Patrick    | 15 848     | 1 672          | Territórios do Noroeste         | 0                            |
| 69    | 16              | 7              | Ilha Ellef Ringnes     | 11 295     | 1 027          | Nunavut                         | 0                            |
| 96    | 21              | 8              | Ilha Cornwallis        | 6 995      | 636            | Nunavut                         | 215                          |
| 111   | 25              | 9              | Ilha Amund Ringnes     | 5 255      | 500            | Nunavut                         | 0                            |
| 115   | 26              | 10             | Ilha Mackenzie King    | 5 048      | 444            | Territórios do Noroeste Nunavut | 0                            |
| 171   | 30              | 11             | Ilha Borden            | 2 794      | 418            | Territórios do Noroeste Nunavut | 0                            |
|       | 33              | 12             | Ilha Cornwall          | 2 258      | 311            | Nunavut                         | 0                            |
|       | 38              | 13             | Ilha Eglinton          | 1 541      | 227            | Territórios do Noroeste         | 0                            |
|       | 40              | 14             | Ilha Graham            | 1 378      | 171            | Nunavut                         | 0                            |
|       | 43              | 15             | Ilha Lougheed          | 1 308      | 243            | Nunavut                         | 0                            |
|       | 44              | 16             | Ilha Byam Martin       | 1 150      | 145            | Nunavut                         | 0                            |
|       | 46              | 17             | Ilha Vanier            | 1 126      | 169            | Nunavut                         | 0                            |
|       | 48              | 18             | Ilha Cameron           | 1 059      | 219            | Nunavut                         | 0                            |
|       |                 | 19             | Ilha Meighen           | 955        | 188            | Nunavut                         | 0                            |
|       |                 | 20             | Ilha Brock             | 764        | 174            | Territórios do Noroeste         | 0                            |
|       |                 | 21             | Ilha King Christian    | 645        | 116            | Nunavut                         | 0                            |
|       |                 | 22             | Ilha North Kent        | 590        | 122            | Nunavut                         | 0                            |
|       |                 | 23             | Ilha Emerald           | 549        | 117            | Territórios do Noroeste         | 0                            |
|       |                 | 24             | Ilha Alexander         | 484        | 129            | Nunavut                         | 0                            |
|       |                 | 25             | Ilha Massey            | 432        | 113            | Nunavut                         | 0                            |
|       |                 | 26             | Ilha Little Cornwallis | 412        | 158            | Nunavut                         | 0                            |
|       |                 | 27             | Ilha Coburg            | 344        | 138            | Nunavut                         | 0                            |
|       |                 | 28             | Ilha Helena            | 326        | 98             | Nunavut                         | 0                            |
|       |                 | 29             | Ilha Stor Ilhand       | 313        | 79             | Nunavut                         | 0                            |
|       |                 | 30             | Ilha Baillie-Hamilton  | 290        | 74             | Nunavut                         | 0                            |
|       |                 | 31             | Ilha Griffith          | 189        | 63             | Nunavut                         | 0                            |
|       |                 | 32             | Ilha Hoved             | 158        | 55             | Nunavut                         | 0                            |
|       |                 | 33             | Ilha Lowther           | 145        | 58             | Nunavut                         | 0                            |
|       |                 | 34             | Ilha Buckingham        | 137        | 45             | Nunavut                         | 0                            |